# Wawa (Ontario)
Wawa ist ein Township (Stadtgemeinde) im Algoma District in der kanadischen Provinz Ontario mit 2705 Einwohnern (2021).

## Geographie
Wawa wird im Westen vom Michipicoten River und im Osten vom Wawa Lake begrenzt. Rund 165 Kilometer südlich liegt Sault Ste. Marie und 260 Kilometer östlich Timmins. Der Trans-Canada Highway tangiert Wawa im Westen. Das Nordostufer des Oberen Sees beginnt in einer Entfernung von acht Kilometern im Südwesten.

## Geschichte
Die ersten Siedler aus Europa erkundeten Anfang des 17. Jahrhunderts die Ufer des Oberen Sees, nahmen Kontakt zu den Ojibwe-Indianern auf, erwarben von diesen durch Kauf Ländereien und betrieben in erster Linie den Handel mit Fellen. Nachdem in der Gegend Kupfer, Eisenerz und auch Gold gefunden wurde, nahmen zahlreiche Minen  ihren Betrieb auf und die Zeit wurde  Wawa Gold Rush  genannt. Aufgrund von Schwankungen in der Preisgestaltung wurden diese Minen zeitweise geschlossen und wieder geöffnet. 1899 erhielt Wawa die Stadtrechte. Der Name des Ortes bedeutet in der Sprache der Ojibwe ‚Wildgans‘. Diese Bezeichnung wurde offensichtlich deshalb gewählt, da am Wawa-Lake jährlich gewaltige Schwärme von Kanadagänsen (Branta canadensis) auf ihren Wanderungen dort rasten.

## Kanadagans-Standbild
Zur Verbesserung der Infrastruktur und um eine verkehrsgünstige Verbindung an das Straßennetz zu erhalten, kämpften die Einwohner von Wawa jahrelang für dieses Ziel. Als 1960 endlich eine Anbindung an den Trans-Canada Highway fertig gestellt wurde, gab es dennoch eine Enttäuschung, da die Straße den Ort nur tangiert und nicht durch das Zentrum führt. Um Reisende dennoch zu einem Aufenthalt in Wawa zu verführen, wurde am Highway ein 8,50 Meter hohes, in einigen Teilen aus Kunststoff hergestelltes Standbild einer Kanadagans als Blickfang aufgestellt. Tatsächlich entwickelte sich im Laufe der Jahre dieses Unikum zu einem der meistfotografierten Standbilder Nordamerikas. Da die Figur aufgrund von wetterbedingten Einflüssen bald zahlreiche schadhafte Stellen aufwies, wurden alle Hauptbestandteile inzwischen durch eine Stahlkonstruktion ersetzt.

## Söhne und Töchter der Stadt
- Denny Lambert (* 1970), Eishockeyspieler und -trainer
- Chris Simon (1972–2024), Eishockeyspieler

## Trivia
Wesentliche Passagen des Films Der Geschmack von Schnee (Originaltitel: Snow Cake) mit Sigourney Weaver und Alan Rickman wurden in Wawa gedreht.